# Chiesa di Sant'Antonio Abate (Deiva Marina)
La chiesa di Sant'Antonio è un luogo di culto cattolico situato nel comune di Deiva Marina, in via Antonio Gramsci, in provincia della Spezia. La chiesa è sede della parrocchia omonima del vicariato della Riviera della diocesi della Spezia-Sarzana-Brugnato.

## Storia e descrizione

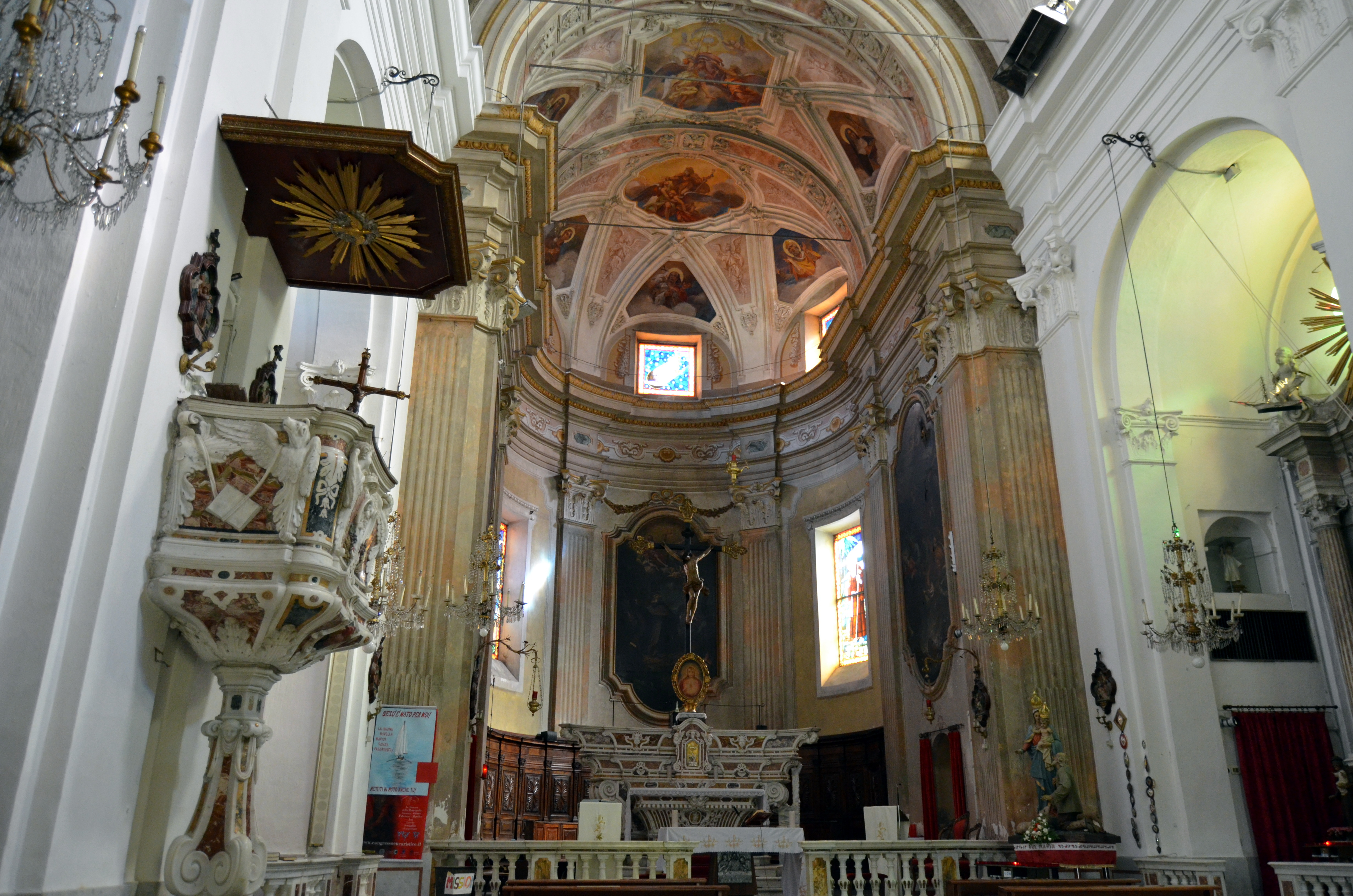
La zona del presbiterio

La chiesa è stata edificata nel 1730 nel cuore del borgo medievale di Deiva e al suo interno conserva decorazioni in stile barocco; i dipinti sono databili al XVIII al XIX secolo.
Sopra l'ingresso principale della chiesa è installato l'organo costruito dalla ditta Agati nel 1848.